# Edmond de Sélys Longchamps
Michel Edmond de Sélys Longchamps (Paris, 25 de maio de 1813 - Liège, 11 de dezembro de 1900) foi um político liberal e cientista belga. Interessado em insetos, foi autor das obras Monographie des Libellulidées d'Europe (1840) e Faune Belge (1842).
Foi também político, tendo sido presidente do Senado belga entre 1880 e 1884.

## Biografia
Selys era um rico aristocrata nascido em Paris, filho de Michel Laurent de Selys Longchamps e Marie-Denise Gandolphe. Ele foi educado em casa por professores particulares e nunca frequentou uma escola ou universidade. Mesmo assim, ele se tornou conhecido como a maior autoridade mundial em Odonata, bem como um especialista em Neuroptera e European Orthoptera. Ele também foi um ornitólogo de renome. Representante do Partido Liberal no Parlamento belga, ele se tornou conselheiro da Waremme em 1846, ingressou no Senado belga em 1855 e foi finalmente eleito presidente do Senado belga de 1880 a 1884.
Seu interesse precoce por pássaros é mostrado por um livro de figuras coloridas de espécies belgas pintadas quando ele tinha 16 anos. A ornitologia permaneceu um interesse para toda a vida e ele montou um museu ornitológico em Waremme, mantendo coleções muito grandes de pássaros, tanto europeus como exóticos, incluindo grande auk e um ovo. Ele também estava interessado em pequenos mamíferos. Aos 18 (1831) publicou seu primeiro artigo científico, uma lista dos insetos de Liège e em 1837 uma lista das libélulas ou Odonata e borboletas e mariposas ou Lepidoptera da Bélgica. A partir dessa data, surgiu um fluxo contínuo de jornais sobre o Odonata. As obras eram frequentemente monográficas, como exemplos, Monographie des Libellulides d'Europe de 1840 e 1850 Revue des Odonates d'Europe, duas grandes obras sobre "Gomphines" e "Calopterigines". Também houve trabalhos sistemáticos contendo análises filogenéticas, tabelas e chaves) dos "Gomphines", Calopterigines ", Agrionines", "Cordulines" e (genéricos apenas) "Aeschnines", a única família não tratada desse modo são os difíceis "Libellulines". Havia (muito numerosas) faunas locais para libélulas (sinopses), apêndices para obras de viagem, notas filogenéticas e morfológicas.
Selys conheceu e iniciou uma colaboração com Hermann August Hagen em 1845; Eles produziram conjuntamente a Revue e duas monografias. Hagen também ajudou no trabalho nas sinopses e às vezes Selys é citado como o autor no catálogo de Kirby quando Hagen o é (em muitos casos, Selys afirma claramente que ele nunca tinha visto os insetos e que Hagen era o autor). Selys é o autor devidamente atribuído de bem mais de 1 000 espécies, um número enorme em comparação com Hagen e mais da metade das espécies conhecidas. Ciente de ser um "homme distrait" (homem distraído), Selys costumava afixar nomes a espécies não descritas em sua coleção (nomina nuda) Isso levou a uma confusão nomenclatural muito posterior. Selys foi um viajante inveterado, passando longos períodos na maioria dos países europeus e sendo um membro honorário de quase todas as sociedades entomológicas europeias, incluindo a Royal Entomological Society que tanto o homenageou em 1871. Ele ajudou a fundar a Société Entomologique de Belgique em 1856. Ele foi eleito membro da American Philosophical Society em 1873. 

Ele reuniu a maior coleção de Neuroptera e Orthoptera do mundo, incorporando as coleções de Pierre André Latreille, Jules Pièrre Rambur, Jean Guillaume Audinet-Serville e Félix Édouard Guérin-Méneville, e escreveu mais de 250 artigos, alguns dos quais são obras-primas. Sua coleção está no Instituto Real Belga de Ciências Naturais, embora haja tipos de Selys em muitos outros museus, incluindo o Departamento de Entomologia Hope da Universidade de Oxford. Ele morreu em Liège.